# Hermann Hänggi
Hermann Hänggi (ur. 15 października 1894 w Mümliswil-Ramiswil, zm. 21 listopada 1978 w Burgdorf) – szwajcarski gimnastyk. Wielokrotny medalista olimpijski z Amsterdamu.

## Starty olimpijskie (medale)
Amsterdam 1928
- drużyna, koń z łękami –  złoto
- wielobój –  srebro
- drążek –  brąz